# 无毛川柳
无毛川柳（学名：Salix hylonoma f. liocarpa）为杨柳科柳属川柳下的一个变型。

## 扩展阅读
- 維基物種上的相關：无毛川柳